# România, te iubesc!
România, te iubesc! este o emisiune de televiziune din România, prezentată de Cristian Leonte, difuzată de Pro TV. Emisiunea s-a făcut remarcată realizând anchete zguduitoare despre sistemul medical din România, tăierea ilegală a pădurilor, afaceri care au ca paravan credința în Dumnezeu sau jocuri politice, despre turismul românesc și multe altele.